# Cleistocactus plagiostoma
Cleistocactus plagiostoma är en kaktusväxtart som först beskrevs av Vaupel, och fick sitt nu gällande namn av David Richard Hunt. Cleistocactus plagiostoma ingår i släktet Cleistocactus, och familjen kaktusväxter. Inga underarter finns listade i Catalogue of Life.